# Autódromo Oscar Cabalén

Mapa del Autódromo Oscar Cabalén

El Autódromo Oscar Cabalén es un autódromo que se encuentra en el municipio de Villa Parque Santa Ana, provincia de Córdoba, Argentina. Originalmente, los terrenos de este autódromo estaban bajo jurisdicción del Municipio de Alta Gracia, ciudad con la que habitualmente se lo asocia, sin embargo y tras la creación en 2011 del municipio de Villa Parque Santa Ana, sus terrenos pasaron a esta última jurisdicción. 
Fue inaugurado el 16 de marzo de 1968 con una competencia de Turismo Carretera ganada por Andrea Vianini, que tripulaba el prototipo conocido como La Garrafa. Ha recibido a las principales categorías nacionales de automovilismo de velocidad, entre ellas el Turismo Carretera, el Turismo Competición 2000, el Súper TC 2000, el Turismo Nacional, Formula 2 Codasur, Formula 3 Sudamericana y la Fórmula Renault 2.0 Argentina. También recibió a los desaparecidos Sport Prototipo Argentino y Fórmula 1 Mecánica Argentina en más de una oportunidad.
Su nombre recuerda al corredor de automovilismo argentino de la década de 1960, Oscar Cabalén quien fue un gran impulsor del autódromo y que fallecería poco antes de su inauguración.

## Variantes
- Circuito N°1 (3.101 metros): Trazado perimetral original, con cinco curvas de alta velocidad.
- Circuito N°2 (2.600 metros): Trazado corto antiguo, con el segundo mixto.
- Circuito Nº3 (4.045 metros): Trazado largo actual, inaugurado en 1998. Es utilizado por el TC2000 y Formula Nacional Argentina.
- Circuito N°4 (2.300 metros): Trazado corto actual, sin el segundo mixto. Es utilizado por categorías zonales se estreno el 6 de Diciembre de 1998 con TC 2000 y Monomarca Gol.
- Circuito N°5 (3.850 metros) y (3.623 metros): Trazado largo sin mixtos, inaugurado en 2014. Es utilizado por el Turismo Carretera, Turismo Carretera Pista y Formula 3 Metropolitana.
- Kartódromo (1.300 metros): Inaugurado en 2024.

## Ganadores

### Turismo Carretera
| Fecha                   | Ganador             | Marca                    |
| ----------------------- | ------------------- | ------------------------ |
| 17 de marzo de 1968     | Andrea Vianini      | La Garrafa-Chevrolet     |
| 12 de mayo de 1968      | Eduardo Copello     | Liebre-Torino II         |
| 14 de julio de 1968     | Carlos Pairetti     | Trueno Naranja-Chevrolet |
| 18 de agosto de 1968    | Carlos Pairetti     | Trueno Naranja-Chevrolet |
| 17 de noviembre de 1968 | Eduardo Copello     | Liebre-Torino            |
| 5 de julio de 1970      | Luis Rubén Di Palma | IKA Torino               |
| 12 de julio de 1977     | Juan María Traverso | Ford Falcon              |
| 5 de junio de 1988      | Emilio Satriano     | Chevrolet Chevy          |
| 27 de julio de 2014     | Matías Rossi        | Chevrolet Chevy          |
| 1 de junio de 2025      | Mariano Werner      | Ford Mustang Mach I      |

- [4][5][6][7]

### Turismo Competición 2000
| Fecha                    | Ganador                                   | Marca                       |
| ------------------------ | ----------------------------------------- | --------------------------- |
| 7 de junio de 1980       | Jorge Omar del Río                        | Volkswagen 1500             |
| 12 de octubre de 1980    | Luis Rubén Di Palma                       | Volkswagen 1500             |
| 11 de julio de 1981      | Jorge Omar del Río                        | Volkswagen 1500             |
| 3 de octubre de 1982     | Jorge Omar del Río                        | Volkswagen 1500             |
| 22 de julio de 1984      | Esteban Fernandino II                     | Ford Taunus                 |
| 22 de julio de 1985      | Mario Gayraud                             | Ford Sierra                 |
| 5 de julio de 1987       | Esteban Fernandino II                     | Ford Sierra                 |
| 12 de noviembre de 1989  | Juan María Traverso                       | Renault Fuego               |
| 23 de septiembre de 1990 | Guillermo Maldonado                       | Volkswagen Gacel            |
| 6 de octubre de 1991     | Juan María Traverso                       | Renault Fuego               |
| 11 de octubre de 1992    | Ernesto Bessone II                        | Ford Sierra                 |
| 15 de marzo de 1998      | Juan María Traverso / Omar Martínez       | Honda Civic                 |
| 6 de diciembre de 1998   | Omar Martínez / Juan María Traverso       | Honda Civic                 |
| 9 de mayo de 1999        | Omar Martínez / Ernesto Bessone II        | Honda Civic / Chrysler Neon |
| 19 de septiembre de 1999 | Gabriel Ponce de León / Marcelo Bugliotti | Ford Escort / Honda Civic   |
| 23 de abril de 2000      | Omar Martínez                             | Honda Civic                 |
| 29 de julio de 2001      | Aníbal Zaniratto                          | Honda Civic                 |
| 4 de noviembre de 2001   | Norberto Fontana                          | Toyota Corolla              |
| 28 de julio de 2002      | Marcelo Bugliotti                         | Honda Civic                 |
| 23 de noviembre de 2003  | Walter Hernández                          | Ford Focus                  |
| 25 de julio de 2004      | Marcelo Bugliotti                         | Chevrolet Astra             |
| 26 de junio de 2005      | Christian Ledesma                         | Chevrolet Astra             |
| 1 de julio de 2007       | Martín Basso                              | Ford Focus                  |
| 20 de julio de 2008      | Leonel Pernía                             | Honda Civic                 |
| 5 de abril de 2009       | Juan Manuel Silva                         | Honda Civic                 |
| 30 de mayo de 2010       | Gabriel Ponce de León                     | Ford Focus                  |
| 5 de junio de 2011       | Agustín Canapino                          | Chevrolet Cruze             |

### Súper TC 2000
| Fecha                   | Ganador            | Marca           |
| ----------------------- | ------------------ | --------------- |
| 11 de marzo de 2012     | Matías Rossi       | Toyota Corolla  |
| 23 de junio de 2013     | Agustín Canapino   | Chevrolet Cruze |
| 4 de mayo de 2014       | Emiliano Spataro   | Renault Fluence |
| 29 de noviembre de 2015 | Fabián Yannantuoni | Peugeot 408     |
| 29 de mayo de 2016      | José Manuel Urcera | Fiat Linea      |
| 27 de noviembre de 2016 | Agustín Canapino   | Chevrolet Cruze |
| 17 de diciembre de 2017 | Agustín Canapino   | Chevrolet Cruze |

### Top Race
| Fecha                 | Ganador                        | Marca                         |
| --------------------- | ------------------------------ | ----------------------------- |
| 5 de marzo de 1999    | Juan María Traverso            | Mercedes Benz 280             |
| 21 de mayo de 2000    | Omar Martínez / Fabián Hermoso | Honda Prelude / Nissan 300 ZX |
| 26 de octubre de 2003 | Juan María Traverso            | BMW 320i                      |

### Top Race V6
| Fecha                    | Ganador                            | Marca                                      |
| ------------------------ | ---------------------------------- | ------------------------------------------ |
| 4 de diciembre de 2011   | Rafael Morgenstern                 | Mitsubishi Lancer GT                       |
| 17 de marzo de 2013      | Gustavo Tadei                      | Chevrolet Cruze                            |
| 16 de agosto de 2015     | Matías Rodríguez / Nicolás Trosset | Mercedes Benz C-204 / Mitsubishi Lancer GT |
| 17 de junio de 2018      | Néstor Girolami                    | Mercedes Benz C-204                        |
| 29 de septiembre de 2019 | Franco Girolami / Agustín Canapino | Mitsubishi Lancer GT / Mercedes Benz C-204 |